# Бахмутський соляний синдикат
Бахмутський соляний синдикат — одне з монополістичних об'єднань добувної промисловості на території України (на той час Російській імперії) початку XX століття з осередком у м. Бахмут.

## Загальні відомості
Синдикат виник на базі Торських родовищ південної Слобідщини, на Бахмутщині (в той час вже Катеринославської губ.). Основна мета — регулювання виробництвава та продажу солі й концентрація у своїх руках близько 40 % її збуту. Справами синдикату керувала Рада представників, яка вирішувала всі питання, пов'язані з нормуванням, квотами замовлень, ціновою політикою, легалізацією нової організації (останнє було досягнуто після створення АТ «Бахмутська сіль», яке стало офіційним осередком Синдикату та його головним магазином), подовженням первісної угоди (1906 і 1908).

## Історія
Вже в 1900–03 роках власники кількох варниць Південної України починають шукати шляхи взаємної координації дій на внутрішніх ринках, результатом чого й стало підписання 1904 року в Одесі п'ятьма з них відповідної угоди, навколо якої і почав формуватися Синдикат. Синдикату належали філіали по збуту у Варшаві, Харкові, Євпаторії, Феодосії. Він займався постачанням солі багатьом підприємствам харчової промисловості Катеринославщини, Полтавщини, Київщини, намагався підпорядкувати своєму впливові Південноросійське соляне промислове товариство, конкурував з іншим соляним синдикатом — «Товариством солепромисловців Євпаторійсько-Одеського району».

## Завершення діяльності
1909 року через внутрішні суперечності Синдикат розпався.